# Skoki narciarskie na Zimowych Igrzyskach Azjatyckich 2017
Skoki narciarskie na Zimowych Igrzyskach Azjatyckich 2017 – trzecie w historii oficjalne i szóste w ogóle zmagania o medale zimowych igrzysk azjatyckich w skokach narciarskich. Zawody odbyły się w japońskim Sapporo.
Komplet złotych medali zdobyła reprezentacja Japonii, która zwyciężyła w konkursie drużynowym na skoczni Ōkurayama, a jej przedstawiciele wygrali także oba konkursy indywidualne – Naoki Nakamura na skoczni dużej i Yukiya Satō na obiekcie normalnym.

## Medaliści
| Konkurs                          | Złoto                                                                    | Srebro                                                                                        | Brąz                                                                           |
| -------------------------------- | ------------------------------------------------------------------------ | --------------------------------------------------------------------------------------------- | ------------------------------------------------------------------------------ |
| indywidualny (skocznia normalna) | Yukiya Satō                                                              | Yūken Iwasa                                                                                   | Siergiej Tkaczenko                                                             |
| indywidualny (skocznia duża)     | Naoki Nakamura                                                           | Yūken Iwasa                                                                                   | Marat Żaparow                                                                  |
| drużynowy (skocznia duża)        | Japonia 1. Yūken Iwasa 2. Yukiya Satō 3. Naoki Nakamura 4. Masamitsu Itō | Kazachstan 1. Sabirżan Muminow 2. Konstantin Sokolenko 3. Marat Żaparow 4. Siergiej Tkaczenko | Korea Południowa 1. Lee Ju-chan 2. Choi Heung-chul 3. Kim Hyun-ki 4. Choi Seou |

## Wyniki

### Konkurs indywidualny na skoczni normalnej (22.02.2017)
Źródło: 
| M   | Zawodnik             | Reprezentacja    | Seria 1 | Seria 1 | Seria 2 | Seria 2 | Wynik punktowy |
| M   | Zawodnik             | Reprezentacja    | Skok    | Nota    | Skok    | Nota    | Wynik punktowy |
| --- | -------------------- | ---------------- | ------- | ------- | ------- | ------- | -------------- |
| 1.  | Yukiya Satō          | Japonia          | 98,5 m  | 131,5   | 94,5 m  | 122,5   | 254,0          |
| 2.  | Yūken Iwasa          | Japonia          | 94,0 m  | 121,5   | 97,5 m  | 129,5   | 251,0          |
| 3.  | Siergiej Tkaczenko   | Kazachstan       | 93,5 m  | 118,5   | 93,5 m  | 119,5   | 238,0          |
| 4.  | Masamitsu Itō        | Japonia          | 90,5 m  | 113,5   | 94,0 m  | 120,5   | 234,0          |
| 5.  | Choi Seou            | Korea Południowa | 93,0 m  | 119,5   | 86,0 m  | 103,0   | 222,5          |
| 6.  | Naoki Nakamura       | Japonia          | 89,0 m  | 109,0   | 81,5 m  | 92,5    | 201,5          |
| 7.  | Marat Żaparow        | Kazachstan       | 90,0 m  | 111,0   | 80,0 m  | 87,5    | 198,5          |
| 8.  | Kim Hyun-ki          | Korea Południowa | 88,0 m  | 107,0   | 75,5 m  | 79,5    | 186,5          |
| 9.  | Sabirżan Muminow     | Kazachstan       | 85,0 m  | 99,5    | 75,5 m  | 79,0    | 178,5          |
| 9.  | Konstantin Sokolenko | Kazachstan       | 84,0 m  | 97,5    | 76,5 m  | 81,0    | 178,5          |
| 11. | Choi Heung-chul      | Korea Południowa | 83,0 m  | 96,5    | 74,0 m  | 73,5    | 170,0          |
| 12. | Tian Zhandong        | Chiny            | 77,5 m  | 82,0    | 70,0 m  | 63,5    | 145,5          |
| 13. | Yang Guang           | Chiny            | 72,5 m  | 71,5    | 67,0 m  | 59,0    | 130,5          |
| 14. | Lee Ju-chan          | Korea Południowa | 65,0 m  | 52,5    | 69,0 m  | 64,0    | 116,5          |
| 15. | Sun Jianping         | Chiny            | 71,0 m  | 65,5    | 62,0 m  | 46,0    | 111,5          |
| 16. | Chen Zhe             | Chiny            | 64,0 m  | 50,5    | 61,5 m  | 45,0    | 95,5           |

### Konkurs indywidualny na skoczni dużej (24.02.2017)
Źródło: 
| M   | Zawodnik             | Reprezentacja    | Seria 1 | Seria 1 | Seria 2 | Seria 2 | Wynik punktowy |
| M   | Zawodnik             | Reprezentacja    | Skok    | Nota    | Skok    | Nota    | Wynik punktowy |
| --- | -------------------- | ---------------- | ------- | ------- | ------- | ------- | -------------- |
| 1.  | Naoki Nakamura       | Japonia          | 141,5 m | 142,8   | 123,0 m | 112,5   | 255,3          |
| 2.  | Yūken Iwasa          | Japonia          | 133,5 m | 133,4   | 124,0 m | 114,3   | 247,7          |
| 3.  | Marat Żaparow        | Kazachstan       | 130,5 m | 126,0   | 127,0 m | 119,7   | 245,7          |
| 4.  | Masamitsu Itō        | Japonia          | 127,0 m | 119,7   | 127,5 m | 119,6   | 239,3          |
| 5.  | Choi Seou            | Korea Południowa | 132,0 m | 130,2   | 121,0 m | 107,9   | 238,1          |
| 6.  | Siergiej Tkaczenko   | Kazachstan       | 129,0 m | 118,8   | 122,0 m | 109,2   | 228,0          |
| 7.  | Yukiya Satō          | Japonia          | 133,0 m | 132,0   | 112,0 m | 84,7    | 216,7          |
| 8.  | Choi Heung-chul      | Korea Południowa | 120,5 m | 106,5   | 114,0 m | 93,8    | 200,3          |
| 9.  | Kim Hyun-ki          | Korea Południowa | 124,0 m | 113,8   | 110,5 m | 86,0    | 199,8          |
| 10. | Konstantin Sokolenko | Kazachstan       | 110,0 m | 84,6    | 115,0 m | 94,6    | 179,2          |
| 11. | Tian Zhandong        | Chiny            | 112,0 m | 89,2    | 110,0 m | 85,6    | 174,8          |
| 12. | Sabirżan Muminow     | Kazachstan       | 111,5 m | 87,8    | 109,5 m | 83,7    | 171,5          |
| 13. | Lee Ju-chan          | Korea Południowa | 100,0 m | 63,1    | 103,0 m | 70,0    | 133,1          |
| 14. | Yang Guang           | Chiny            | 92,5 m  | 49,1    | 95,0 m  | 54,6    | 103,7          |
| 15. | Sun Jianping         | Chiny            | 96,0 m  | 57,4    | 89,0 m  | 43,3    | 100,7          |
| 16. | Li Chao              | Chiny            | 88,0 m  | 40,0    | 73,5 m  | 11,4    | 51,4           |

### Konkurs drużynowy na skoczni dużej (25.02.2017)
Źródło: 
| M  | Zespół           | Reprezentacja        | Seria 1 | Seria 1 | Seria 2 | Seria 2 | Nota  | Nota zespołu |
| M  | Zespół           | Reprezentacja        | Skok    | Nota    | Skok    | Nota    | Nota  | Nota zespołu |
| -- | ---------------- | -------------------- | ------- | ------- | ------- | ------- | ----- | ------------ |
| 1. | Japonia          | Yūken Iwasa          | 127,5 m | 120,6   | 131,0 m | 127,4   | 248,0 | 975,6        |
| 1. | Japonia          | Yukiya Satō          | 126,5 m | 118,8   | 128,5 m | 123,9   | 242,7 | 975,6        |
| 1. | Japonia          | Naoki Nakamura       | 132,0 m | 130,2   | 133,0 m | 133,5   | 263,7 | 975,6        |
| 1. | Japonia          | Masamitsu Itō        | 119,0 m | 103,8   | 126,0 m | 117,4   | 221,2 | 975,6        |
| 2. | Kazachstan       | Sabirżan Muminow     | 118,5 m | 100,9   | 116,5 m | 94,3    | 195,2 | 771,0        |
| 2. | Kazachstan       | Konstantin Sokolenko | 109,5 m | 83,7    | 108,5 m | 81,9    | 165,6 | 771,0        |
| 2. | Kazachstan       | Marat Żaparow        | 127,0 m | 96,7    | 122,0 m | 107,7   | 204,4 | 771,0        |
| 2. | Kazachstan       | Siergiej Tkaczenko   | 118,5 m | 101,4   | 121,0 m | 104,4   | 205,5 | 771,0        |
| 3. | Korea Południowa | Lee Ju-chan          | 96,0 m  | 56,4    | 93,5 m  | 52,4    | 108,8 | 726,3        |
| 3. | Korea Południowa | Choi Heung-chul      | 109,0 m | 83,3    | 117,5 m | 101,1   | 184,4 | 726,3        |
| 3. | Korea Południowa | Kim Hyun-ki          | 123,0 m | 109,5   | 123,0 m | 110,0   | 219,5 | 726,3        |
| 3. | Korea Południowa | Choi Seou            | 123,5 m | 113,4   | 117,0 m | 100,2   | 213,6 | 726,3        |
| 4. | Chiny            | Sun Jianping         | 88,5 m  | 40,9    | 84,5 m  | 35,2    | 76,1  | 422,0        |
| 4. | Chiny            | Li Chao              | 88,5 m  | 40,4    | 84,5 m  | 31,7    | 72,1  | 422,0        |
| 4. | Chiny            | Yang Guang           | 97,5 m  | 60,1    | 95,0 m  | 54,6    | 114,7 | 422,0        |
| 4. | Chiny            | Tian Zhandong        | 108,5 m | 82,4    | 107,0 m | 76,7    | 159,1 | 422,0        |